# سریهوئلا دل گوادالیمار
سُریهُوئِلا دِل گُوآدالیمار (به اسپانیایی: Sorihuela del Guadalimar) یکی از دهستان‌های استان خائن در کشور اسپانیا است. این شهر با مساحت ۵۴ کیلومتر مربع، ۱۳۴۲ تن جمعیت دارد.